# (21229) Sušil
(21229) Sušil, désignation internationale (21229) Susil, est un astéroïde de la ceinture principale.

## Description
(21229) Susil est un astéroïde de la ceinture principale. Il fut découvert le 22 septembre 1995 à l'Observatoire d'Ondřejov par Lenka Šarounová. Il présente une orbite caractérisée par un demi-grand axe de 2,63 UA, une excentricité de 0,08 et une inclinaison de 1,1° par rapport à l'écliptique.

## Compléments